# Mulford Motors Company
Mulford Motors Company war ein US-amerikanischer Hersteller von Automobilen.

## Unternehmensgeschichte
Der Rennfahrer Ralph K. Mulford hatte es zu einigem Ansehen und Reichtum gebracht. 1915 betrieb er bereits die Ralph K. Mulford Company, die zwei Fahrzeuge herstellte, aber keines verkaufte, sondern sie an die Geldgeber abgab.
1922 gründete er das neue Unternehmen in Brooklyn im US-Bundesstaat New York. Im gleichen Jahr stellte er fünf Automobile her, die als Mulford vermarktet wurden.

## Fahrzeuge
Mindestens eines der Fahrzeuge hatte einen Vierzylindermotor mit Vierventiltechnik. Nach Mulfords Angaben orientierte er sich dabei an einem Motor von Duesenberg aus der Zeit vor dem Ersten Weltkrieg.